# Eloria subapicalis
Eloria subapicalis is een donsvlinder uit de familie van de spinneruilen (Erebidae). De wetenschappelijke naam van de soort is voor het eerst geldig gepubliceerd in 1863 door Walker.
De soort komt voor in Zuid-Amerika: Venezuela, Frans Guyana en Brazilië, meer bepaald in de Braziliaanse cerrado. De rupsen van de vlinder eten uitsluitend bladeren van planten uit het geslacht  Erythroxylum P. Browne (Erytroxylaceae). Deze planten komen veel voor in de cerrado, maar toch worden de rupsen slechts zelden aangetroffen.